# Linia kolejowa Samlino Odgałęźne – Samlino
Linia kolejowa Samlino Odgałęźne – Samlino – rozebrana wąskotorowa linia kolejowa łącząca Samlino Odgałęźne z Samlino.

## Historia
Linia na całej swojej długości była jednotorowa, a rozstaw szyn wynosił 1000 mm. Miała charakter towarowy. Obecnie linia nie istnieje.